# Monumento à Terra Mineira

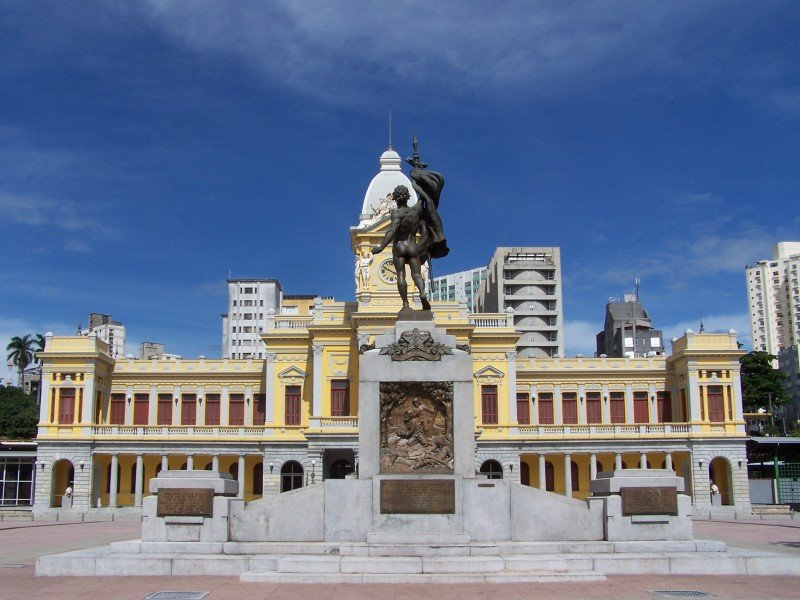
Em primeiro plano, o Monumento à Terra Mineira e ao fundo a Estação Central de Belo Horizonte.

O Monumento à Terra Mineira é um monumento localizado na praça Rui Barbosa em Belo Horizonte. De autoria do escultor de origem italiana Júlio Starace, é uma homenagem aos heróis que conquistaram e desenvolveram Minas Gerais. Foi inaugurado em 1930 com a presença do então governador do estado, Antônio Carlos.
O monumento em si é composto em sua base por quatro relevos que retratam Bruzza Espinosa, o martírio de Tiradentes, o martírio de Felipe dos Santos e o bandeirante Fernão Dias. Na parte superior está uma estátua com uma bandeira, de modo a dar boas-vindas aos recém chegados da estação.